# Chris Coleman
Christopher Patrick "Chris" Coleman, född den 10 juni 1970 i Swansea, är en walesisk före detta professionell fotbollsspelare och tränare. Han är för närvarande huvudtränare för den kinesiska klubben Hebei China Fortune.

## Spelarkarriär
Som spelare spelade Coleman vanligtvis som försvarare. Mellan 1992 och 2002 spelade Coleman totalt 32 matcher för det walesiska landslaget. Colemans spelarkarriär slutade vid 32 års ålder efter att han brutit benet i en bilolycka.

## Tränarkarriär
Coleman inledde sin tränarkarriär med fyra år i Fulham, och 2003/2004 förde han klubben till en nionde plats i Premier League. Efter att ha fått lämna klubben 2007 följde en kortare vistelse i spanska Real Sociedad 2007-2008, innan han tränade Coventry City i Championship under drygt två år fram till maj 2010, och den grekiska klubben AEL under en halv säsong hösten 2011.
Mellan 2012 och 2017 var Coleman förbundskapten för Wales, och förde nationen till semifinal i EM 2016, dess första större mästerskap sedan VM i Sverige 1958. I november 2017 lämnade han landslaget för att ta över Sunderland, men kunde inte förhindra klubbens nedflyttning till League One samma säsong och fick den 29 april lämna jobbet.
I juni 2018 blev Coleman tränare för den kinesiska klubben Hebei China Fortune, där han tog över efter Manuel Pellegrini.

## Meriter

### Som spelare
Swansea City
- Welsh Cup: 1988–89, 1990–91

Crystal Palace
- Football League First Division: 1993–94

Crystal Palace
- Football League Second Division: 1998–99
- Football League First Division: 2000–01